# Langues en Espagne
D'un point de vue institutionnel, la langue officielle de l'Espagne est le castillan mais d'autres langues coexistent avec des statuts différents. Le castillan a le statut de langue officielle dans toute l'Espagne. Dans certaines régions, certaines langues ont un statut de co-officialité avec le castillan.
| - Portugais septentrional - Portugais central - Portugais littoral - Portugais méridional - Galicien occidental - Galicien central - Galicien oriental - Fala - Mirandais - Astur-léonais occidental ou Léonais - Astur-léonais central - Astur-léonais oriental - Parler cantabrique - Estrémègne | - Espagnol septentrional - Espagnol méridional - Espagnol andalou Aragonais - Catalan valencien - Catalan nord-occidental - Catalan oriental - Catalan septentrional - Catalan alguérois - Catalan baléare - Gascon - Languedocien - Provençal - Limousin - Auvergnat - Vivaroalpin |

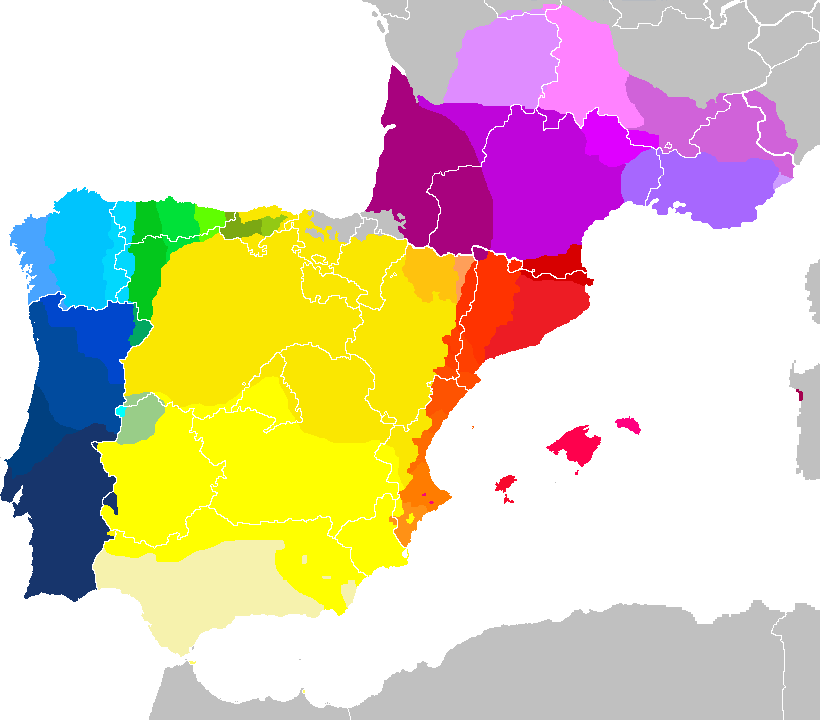
Répartition des langues dans le sud-ouest de l'Europe

Le statut des langues d'Espagne est présenté de façon globale dans l'article 3 de la constitution espagnole, mais les questions liées aux langues propres (qualification, délimitation, normalisation, enseignement, etc.) ont été en grande partie laissées à la discrétion des statuts d'autonomie de chaque région.
98,5 % de la population espagnole parle le castillan (ou espagnol), dont 74 % en langue maternelle (2013).[réf. nécessaire]

## Cadre administratif actuel

### Langue officielle de l'État espagnol
Le castillan (castellano, dans la majorité des pays d'Amérique du Sud, au Pays basque, en Galice, dans les Pays catalans et au Portugal, également appelé espagnol en Castille, dans la majorité des pays d'Amérique centrale, au Mexique et dans le sud des États-Unis et dans de nombreux pays d'Europe) est la « langue espagnole officielle de l'État » dans le royaume d'Espagne.
Du fait de la scolarisation obligatoire, l'espagnol est la langue véhiculaire, parlée en seconde langue par au moins 95 % de la population espagnole. Seuls 4% environ de la population parle mal, ou a des notions de l'espagnol : ce sont surtout des étrangers, ou des personnes âgées.

### Langues ayant un statut co-officiel dans certaines communautés autonomes
Actuellement, quatre langues ont un statut officiel, qui se trouve défini dans le statut d'autonomie propre à chaque communauté autonome :
- le basque (euskera), co-officiel dans la communauté autonome du Pays basque et dans une partie de la Navarre. Le basque possède de nombreux dialectes et c'est la forme appelée Euskara batua ou basque unifié qui est utilisée officiellement.

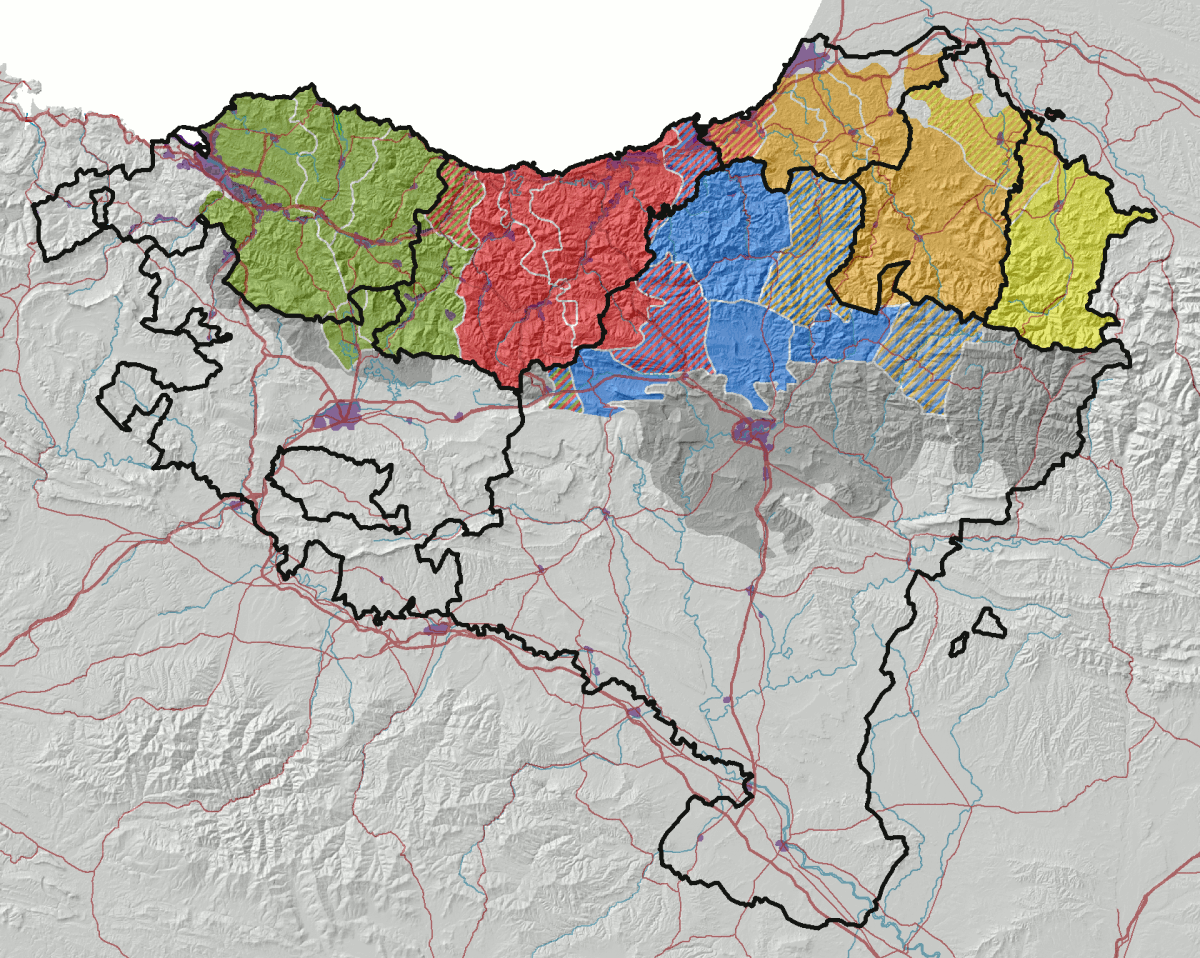
Variétés dialectales du basque.
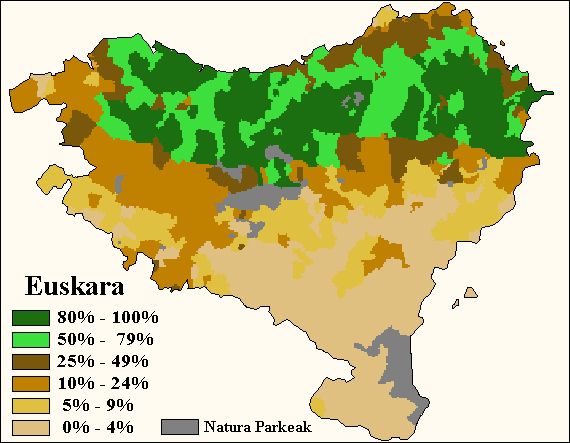
Distribution linguistique du basque.
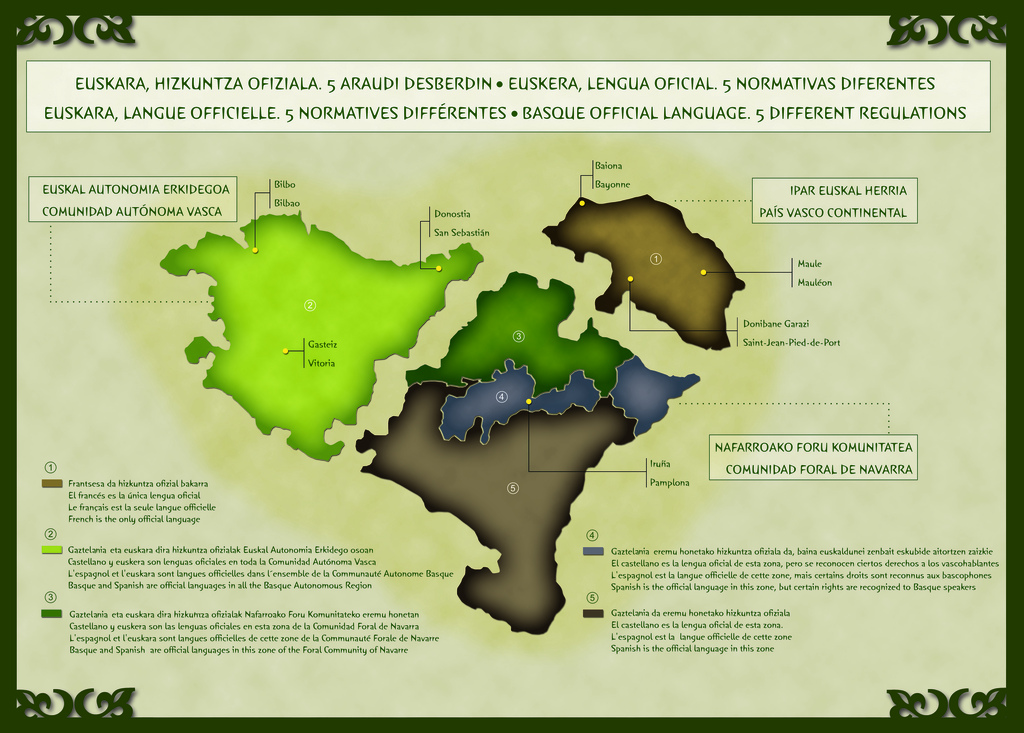
Situation juridique du basque dans les provinces basques.

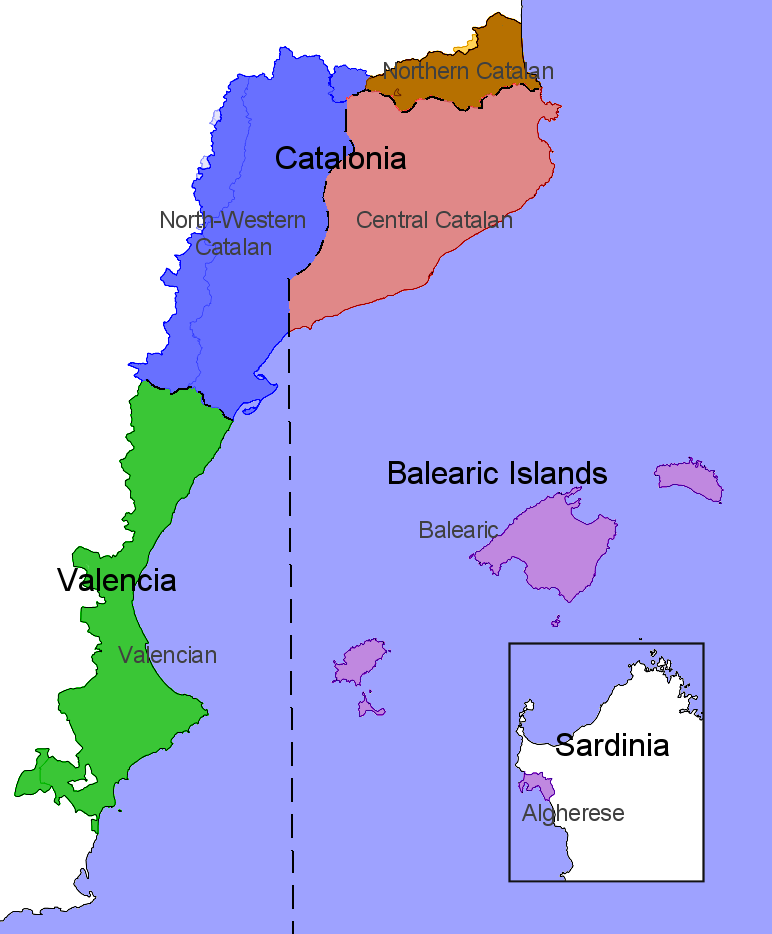
Carte des dialectes du catalan.

- le catalan (català) a un statut coofficiel en Catalogne, dans les îles Baléares et dans la Communauté valencienne (où il est officiellement appelé valencien et régulé par sa propre institution, l’Académie valencienne de la langue[6]).
- le galicien (galego) est coofficiel en Galice.
- l'aranais (aranés), langue propre du Val d'Aran (vallée au nord-ouest de la Catalogne). L'aranais est une variété de gascon (occitan). Cette particularité linguistique provient du fait que jusqu'à un passé récent, la seule voie de communication du Val d'Aran se dirigeait vers le Comminges voisin dont la langue vernaculaire était le gascon. L'aranais était déjà reconnu dans le statut d'autonomie de la Catalogne de 1979, mais le nouveau statut du 19 juillet 2006 va plus loin en indiquant que « l'occitan est la langue propre du Val d'Aran et est une langue officielle en Catalogne » (art. 6)[7].

### Langues non officielles, mais reconnues par la loi
- l'asturien ou léonais (llïonés, asturianu) (groupe astur-léonais) ne possède pas de statut de coofficialité, mais il est protégé et reconnu dans le statut d'autonomie des Asturies et dans le statut d'autonomie de Castille-et-León.
- l'aragonais dans la partie Nord de l'Aragon.
- le catalan dans la partie orientale de l'Aragon (dans la région appelée Frange d'Aragon).

### Langues non officielles
- dialectes astur-léonais :
  - l'estrémègne en Estrémadure.
  - le cantabrique (montañés ou cántabro) en Cantabrie et dans les Asturies.
- l'éonavien ou galicien des Asturies, langue de transition entre le galicien et l'asturien dans les Asturies.
- le catalan est également parlé, mais de façon marginale, dans le territoire d'el Carche ou el Carxe (en région de Murcie).
- le portugais, notamment autour de la ville d'Olivence en Estrémadure qui fut annexée par l'Espagne au début du XIXe siècle au Portugal. Le portugais d'Olivence a aujourd'hui quasiment disparu alors que la population de la comarque d'Olivenza le parlait majoritairement jusque dans les années 1940.
- le fala de Xálima est une langue du groupe galaïco-portugais, parlé au Nord-ouest de la province de Cáceres en Estrémadure dans la Valle de Jálama.

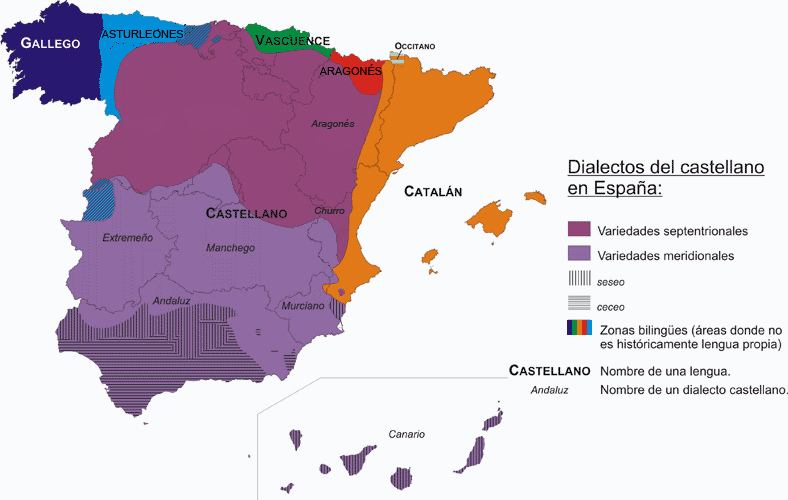
Langues et dialectes dans l'Espagne actuelle.

- le caló, langue influencée par le romani parlée notamment en Espagne.
- le quinqui, créole ou pidgin parlé par les Mercheros, qui comporte des éléments d'espagnol avec des archaïsmes, d'argot et d'erromintxela.
- l'arabe marocain (darija) à Ceuta.
- le berbère rifain (tarifit) à Melilla.

## Dialectes du castillan
- l'andalou en Andalousie.
- le parler canarien dans les îles Canaries.
- le castúo en Estrémadure.
- le murcien dans la région de Murcie.

## Langues enseignées
À l'école primaire, les élèves doivent développer et améliorer leurs connaissances en espagnol ainsi que dans les langues de leur communauté autonome (par exemple, le catalan). Une fois qu'ils arrivent à leur première ou deuxième année d'école primaire, les élèves commencent à apprendre l'anglais et, pendant leurs études en école secondaire, ils doivent choisir d'apprendre une deuxième langue entre le français et l'allemand.[réf. nécessaire]

## Le cas du français en Espagne

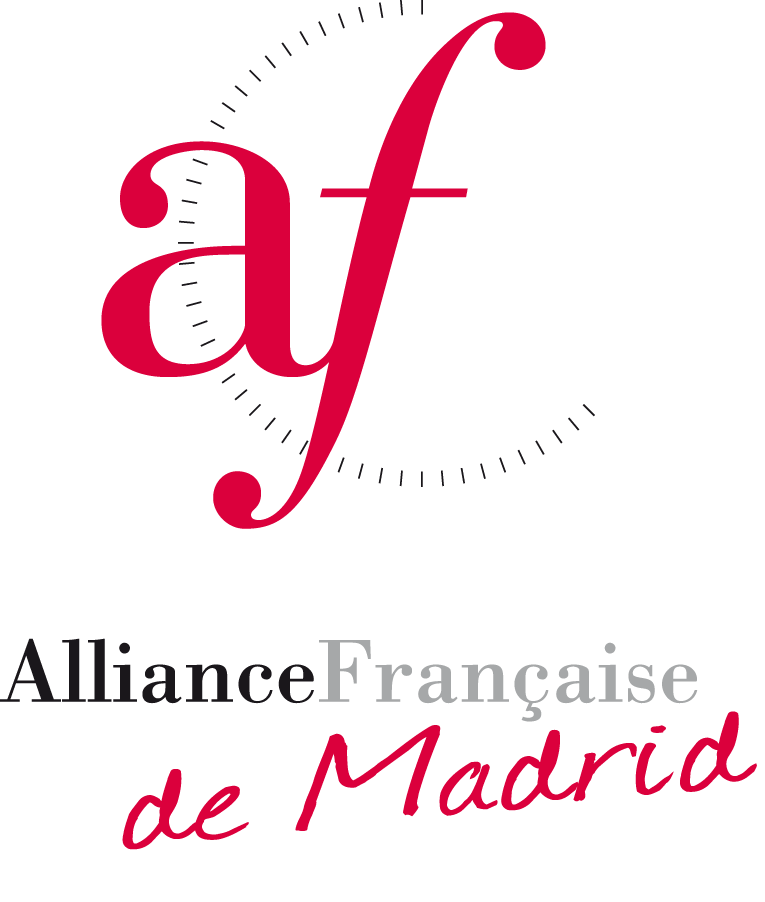
Logo de l'Alliance française de Madrid.

Tout d'abord, il faut préciser que le nombre de francophones en Espagne est estimé dans une fourchette comprise entre 5 et 10 millions d'individus.
Par conséquent, la francophonie laisse ses traces en Espagne.
Ainsi l'Institut français d’Espagne est un véhicule national de la promotion du français en territoire espagnol. En plus de l'Institut central s'ajoutent six autres Instituts français qui dépendent de l'Institut français d'Espagne. Ce sont ceux de : Barcelone, Bilbao, Madrid, Saragosse, Séville et Valence.
De plus, à cette infrastructure francophone en Espagne, il faut ajouter la présence de vingt Alliances françaises espagnoles qui viennent ainsi valoriser l'éducation française en Espagne.
Il faut ajouter la présence de 22 établissements d'enseignement en langue française en Espagne qui accueillent 
21 130 élèves actuellement.
En outre, deux chambres de commerce franco-espagnoles se chargent de mettre les différents acteurs économiques de la francophonie espagnole en relation.
Enfin, il existe aussi en Espagne l'Œuvre Saint-Louis, une institution qui promeut l'usage et l'enseignement du français.